# Elk Point (Alberta)
Pour la cité du Dakota du Sud, voir Elk Point.
Elk Point est une ville (town) du comté de Saint-Paul No 19, située dans la province canadienne d'Alberta.

## Démographie
En tant que localité désignée dans le recensement de 2011, Elk Point a une population de 1 412 habitants dans 572 de ses 619 logements, soit une variation de -5.0% avec la population de 2006. Avec une superficie de 4,883 6 km2, la ville possède une densité de population de 289,131 0 hab/km2 en 2011.
Concernant le recensement de 2006, Elk Point abritait 1 487 habitants dans 560 de ses 624 logements. Avec une superficie de 4,883 6 km2, la ville possédait une densité de population de 304,5 hab/km2 en 2006.
| 2001  | 2006  | 2011  | 2016  |
| ----- | ----- | ----- | ----- |
| 1 445 | 1 487 | 1 412 | 1 452 |